# San Francisco de Campeche
San Francisco de Campeche (šp. za „Sv. Franjo od Campechea”) je glavni grad istoimene općine i meksičke savezne države Campeche. Nalazi se u istoimenom zaljevu na sredini zapadne obale poluotoka Yucatana, na istočnoj obali Meksičkog zaljeva.
Iako je ovo područje bilo naseljeno od najranijih pretkolumbovskih vremena, grad na mjestu starijeg mayanskog grada Canpecha ili Kimpecha (mayan: Ahk'ìin Pech, što znači „Mjesto zmija i krpelja”) osnovali su Španjolci polovicom 16. stoljeća kao glavnu kolonijalnu luku za osvajanje Yucatana. Zbog svog karakterističnog plana, te dobro sačuvanih vanjskih zidina, povijesno središte grada Campechea je upisano na UNESCO-ov popis mjesta svjetske baštine u Sjevernoj Americi 1999. godine kao „tipičan primjer karipskog lučkog grada čiji je fortifikacijski sustav sagrađen kako bi se odbranio od napada s mora”.

## Povijest
Dana 20. ožujka 1517. godine, ekspedicija koju je vodio Francisco Hernandez de Cordoba pristala je u zaljevu Campeche. Kamena stela ispred Crkve sv. Franje (Iglesia San Francisco) i osam metara visok spomenik na modernoj šetnici uz more podsjećaju na prve kršćanske crkve na američkom kopnu. Grad Campeche je osnovao konkvistador Francisco de Montejo y León (poznat ka el Mozo) 4. listopada 1540. godine, i od samog početka njegova luka je odigrala veliku ulogu kao polazište za ekspedicije na Yucatanski poluotok područje i Peten u Gvatemali. Njegova trgovačka i vojna važnost ga je činila drugim najvećim gradom u Meksičkom zaljevu, odmah poslije Meride. Gospodarstvo grada je bilo oslonjeno na stočarstvo i poljoprivredu, a s druge strane na izvoz drva, soli i crnila od lignji. Porast bogatstva je izazvao stalne napade britanske i nizozemskih pirata kao što su: Francis Drake, Henry Morgan, Roche Braziliano, i dr. Nakon posebno teškog napada (1663.) kada je grad praktički sravnjen sa zemljom, uz pomoć španjolske krune sagrađena je utvrda (1688.) koja je danas najveća gradska atrakcija.
Početkom 18. stoljeća, grad je okružen impresivnim 6-8 m visokima i 2,5 m debelim zidinama dugima 2.536 m. Zahvaljujući njima je tijekom Yucatanskih ratova kasti (1847. – 1901.), Campenche bio jedini grad koji nije stradao u sukobima mayanskih pobunjenika i europskih potomaka (tzv. Yucatecosa).
U 19. stoljeću, sagrađeno je fino kazalište, usklađeno s urbanim plaštem grada. Dio zidina je srušen 1893. godine kako bi se otvorio prostor s pogledom na more, a glavni trg je pretvoren u perivoj El Malecón. Danas popularno okupljalište Campechanosa za šetnju, biciklizam, trčanje ili rolanje.
U 20. stoljeću, povijesno središte je izbjeglo modernizaciju zbog usporenog razvoja gospodarstva. Trenutno je najveće industrijsko postrojenje tvrtke Bering Company koja proizvodi automobil Hyundai Atos.

## Znamenitosti
Područje povijesnih spomenika pokriva više od 181 hektara, uključujući i 45 hektara okruženo zidinama, s gradom koji se širi na obje strane i prati konfiguraciju obale i grebenja. Od skoro 1.000 građevina povijesnog značaja najznamenitije su utvrde okrenute moru i gradske zidine, te Katedrala Bezgrešnog Začeća, nekoliko crkava, Toro kazalište i općinski arhiv.
Francuski inženjer Louis Bouchard de Becour je dizajnirao gradske zidine koje su činile nepravilan osmerokut oko grada, s osam topovskih bastiona na svakom kutu nazvanima prema svecima: 
- Sv. Jakov (Santiago), danas rekonstruiran kao botanički vrt Xmuch´haltún,
- Sv Petar (San Pedro) koji je nekad služio kao zatvor,
- Sv. Franjo (San Francisco) koji je štitio Kopnena vrata (Puerta de la tierra) iz 1732. godine. Danas je u njoj knjižnica INAH-a,
- Sv. Ivan (San Juan) koji je štitio Vrata od mora (Puerta del mar),
- Gospa od samoće (Nuestra Señora de la Soledad) je također štitio Vrata od mora, te je najveći bastion u kojemu je danas smješten Muzej gradske povijesti,
- Sv. Karlo (San Carlos) je najstarija utvrda koja je štitila Vrata od mora i u njemu je danas gradski muzej,
- Sv. Roza (Santa Rosa).

Za raspored ulica je odabran plan šahovnice s glavnim trgom (Plaza Mayor) koja gleda na more i okružen je zgradom vlade i vjerskim zdanjima. 
Dvije velike utvrde na brdima s obje strane grada su izrađene 1762. godine, Sv. Ivan na uzvisini (San José el Alto; danas Pomorski muzej) i Sv. Mihovil (San Miguel; danas Muzej pretkolumbovskih spomenika iz obližnjih mayanskih gradova Calakmul, Edzná i Jaina). U njima su se nalazili dugometni topovi, a služili su i kao osmatračnice.
Katedrala Bezgrešnog Začeća je započeta 1650., a dovršena je tek 1850-ih, i znamenita je po uporabi crnog mramora.
- Crkva samostana sv. Franje, najstarija građevina u gradu iz 1540. god.
- Topovi utvrde Sv. Mihovila
- Povijesno središte grada
- Kolonijalna pročelja u gradu
- Bivša crkva sv. Josipa

## Zbratimljeni gradovi
| - Bacalar, Meksiko (2014.) - Cartagena de Indias , Kolumbija (2016.) - Daytona Beach, SAD (2014.) - Ibiza, Španjolska (2004.) - Laredo, SAD (2011.) - Matanzas, Kuba (2004.) | - Mobile, SAD (2015.) - Quetzaltenango, Gvatemala (2011.) - San Pedro Town, Belize (2014.) - Tuxtla Gutiérrez, Meksiko (2011.) - Veracruz, Meksiko (2012.) |

## Vanjske poveznice
- Video na službenim stranicama UNESCO-a (engl.)
- Galerija fotografija  Arhivirana inačica izvorne stranice od 20. kolovoza 2011. (Wayback Machine) (engl.)